# Iosif Boda
Iosif Boda (n. 9 martie 1946, Jibou, județul Sălaj) este un sociolog, diplomat și jurnalist român, care a îndeplinit funcția de deputat de București în legislatura 1996-2000, fiind ales pe listele partidului PDSR.

## Biografie
Iosif Boda s-a născut la data de 9 martie 1946, în orașul Jibou (județul Sălaj). Este de etnie maghiară. În anul 1964, după absolvirea studiilor secundare la Liceul teoretic din aceeași localitate, devine student la Facultatea de Filosofie a Universității București. În anul 1969 devine licențiat în filosofie, specialitatea logică, cu lucrarea "Aspecte logice și metodologice ale principiului identității la Leibnitz".
După absolvirea facultății, a lucrat mai întâi ca sociolog la Centrul de cercetări pentru problemele tineretului, apoi ca asistent și lector universitar la Catedrele de sociologie și, respectiv, filosofie ale Academiei de Studii Social-Politice "Ștefan Gheorghiu" din București. A devenit membru al PCR.
În anul 1972, este transferat ca cercetător și apoi secretar științific (din 1976) al Institutului de științe politice și de studiere a problemei naționale, care funcționa în clădirea Academiei "Ștefan Gheorghiu" din București, până la desființarea acestuia în anul 1984. În perioada 1981-1982, a fost bursier al Guvernului francez, urmând o specializare în științe politice - tehnici de campanie electorală, la Institutul de științe politice al Universității Sorbona din Paris, respectiv la Centrul de cercetare a vieții politice franceze contemporane.
După Revoluția din decembrie 1989, Iosif Boda a devenit una dintre personalitățile marcante ale vieții politice românești, fiind ales ca membru al CPUN. În martie 1990, este numit în funcția de consilier al președintelui CPUN, Ion Iliescu. Ca urmare a alegerilor generale din 20 mai 1990 și a constituirii instituției prezidențiale, Boda devine directorul Direcției de informare, sinteze și documentare a Președinției României. În această calitate, el coordonează o parte a strategiei de campanie prezidențială a lui Ion Iliescu, în 1992.
După alegerile din septembrie 1992, Iosif Boda devine unul dintre cei cinci consilieri prezidențiali principali, șef al Departamentului de politică internă a Președinției. În anul 1994, președintele Iliescu l-a desemnat în postul de ambasador al României în Elveția.
La sfârșitul primăverii anului 1996, revine în România, fiind numit de Ion Iliescu ca director de campanie pentru alegerile prezidențiale din același an. Devenit membru al PDSR în toamna anului 1996, Iosif Boda este ales ca deputat de București pentru legislatura 1996-2000, aflându-se pe poziția a treia pe lista acestui partid. În calitate de deputat, a fost membru al Comisiei pentru cercetarea abuzurilor, corupției și pentru petiții, fiind și președinte al acestei comisii (decembrie 1996 - martie 1998).
La scurtă vreme după alegerile din noiembrie 1996, izbucnesc o serie de neînțelegeri între el și o parte a conducerii PDSR ca urmare a deselor sale solicitări de reformare și de curățire a partidului de persoane corupte sau acuzate de corupție. În iunie 1997, împreună cu Teodor Meleșcanu, Mircea Coșea și Marian Enache, Boda părăsește PDSR și fondează partidul Alianța pentru România, al cărui vicepreședinte devine.
Iosif Boda a publicat analize, interviuri și eseuri politice în mai multe cotidiane și periodice centrale de diverse orientări doctrinare sau simpatii politice. A colaborat ca jurnalist la cotidianele «Privirea», «Curentul», «Evenimentul zilei», «Cotidianul», «Cronica Română». Participă ca analist politic la postul Realitatea TV, la o emisiune de analiză politică (2003), apoi are o emisiune săptămânală la TVR 1 («Agenda Politică», apoi «Săptămâna Politică») (din 2004) și colaborează din nou ca analist politic la Realitatea TV (din 2006).

## Cărți publicate
- Iosif Boda - Cinci ani la Cotroceni (Ed. Evenimentul Românesc, București, 1999)
- Lucian Sârb - Revolta la urne. Interviuri cu Iosif Boda (Ed. Tritonic, 2007)